# Тэтэрэшень
Тэтэрэшень (рум. Tătărășeni, Татарашены) — село в Кантемирском районе Молдавии. Наряду с сёлами Плешень и Хэнэсень входит в состав коммуны Плешень.

## История
С 21.02.1970 по 31.01.1991 было объединено с селом Ганасены-де-Пэдуре.

## География
Село расположено на высоте 56 метров над уровнем моря.

## Население
По данным переписи населения 2004 года, в селе Тэтэрэшень проживает 305 человек (146 мужчин, 159 женщин).
Этнический состав села:
| Национальность | Число жителей | Процентный состав |
| -------------- | ------------- | ----------------- |
| молдаване      | 301           | 98.69             |
| украинцы       | 2             | 0.66              |
| русские        | 1             | 0.33              |
| болгары        | 1             | 0.33              |
| Всего          | 305           | 100%              |